# Krynky
Krynky (Кринки) is een dorp in het oblast Cherson. Het ligt vlak bij de oostelijke oever van de rivier de Dnipro.
Tijdens de Russische invasie van Oekraïne werd Krynky ingenomen en bezet door het Russische leger.
Als gevolg van de verwoesting van de Kachovkadam in juni 2023 kwam Krynky vrijwel volledig onder water te staan. De meeste inwoners vluchtten naar het naburige Kozachi Laheri dat ook grotendeels onder water stond. De Oekraïense autoriteiten verloren het contact met de bevolking van de gemeenschap, omdat elektriciteit en internet dagenlang volledig uitvielen.
Op 30 oktober 2023 werd gemeld dat de Oekraïense strijdkrachten in het Oekraïens tegenoffensief 2023 de Dnipro waren overgestoken naar Krynky en dit hadden heroverd. Het bruggenhoofd werd - waarschijnlijk in juni 2024 – verlaten, en op 18 juli heroverde Rusland het dorp na de Oekraïense terugtrekking.